# Pardalotus rubricatus
Pardalotus rubricatus là một loài chim trong họ Pardalotidae.